# IC 4204
IC 4204 ist eine Balken-Spiralgalaxie vom Hubble-Typ SBc im Sternbild Jagdhunde am Nordsternhimmel. Sie ist schätzungsweise 150 Millionen Lichtjahre von der Milchstraße entfernt und hat einen Durchmesser von etwa 55.000 Lichtjahren.
Im selben Himmelsareal befinden sich u. a. die Galaxien IC 4165, IC 4168, IC 4184, IC 4193.
Das Objekt wurde am 21. März 1903 von Max Wolf entdeckt.